# Christophe Monniot

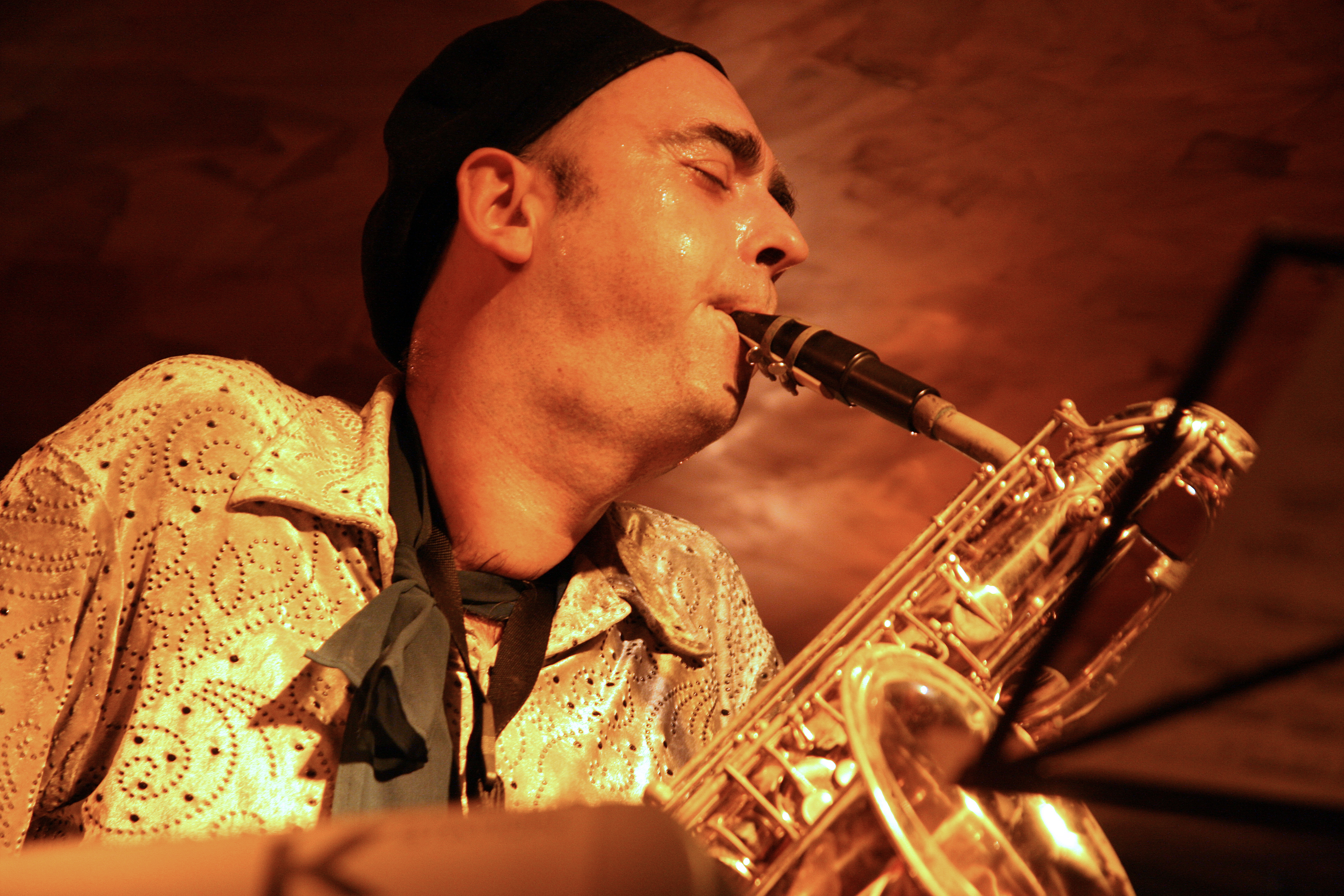
Christophe Monniot (2006)

Christophe Monniot (* 15. Juni 1970 in Caen) ist ein französischer Jazzmusiker (Alt-, Bariton-, Sopranino- und Sopransaxophon, Komposition).

## Leben und Wirken
Monniot lernte zunächst Trompete, bevor er zum Saxophon wechselte. Er erhielt seine Ausbildung zunächst auf dem Konservatorium seiner Heimatstadt, später in Paris, studierte aber auch Musikwissenschaft an der Universität Rouen.
Ab 1992 spielte er zunächst bei Laurent Dehors, um dann ab 1995 in der Campagnie des musiques à ouïr mit Rémi Sciuto und Denis Charolles zu arbeiten. Mit dieser Gruppe legte er vier Alben zwischen 1999 und 2005 vor. Monniot gehörte zwischen 2000 und 2002 zum Orchestre National de Jazz unter der Leitung von Paolo Damiani.
Monniot leitete verschiedene eigene Gruppen. Gemeinsam mit Emil Spányi gründete er 2006 das Duo Ozone; dessen erstes Album wurde von der Académie Charles Cros ausgezeichnet. Daneben arbeitete er auch als Komponist und veröffentlichte seine Duos pour 2 saxophones. 2007 arrangierte er Die vier Jahreszeiten von Vivaldi für sein Oktett. Weiterhin war er, auch als Arrangeur, für das Cool Runnings Orchestra tätig. Er ist auch auf Alben von Sébastien Boisseau, Andy Emler, Marc Ducret, Stéphan Oliva,  Patrice Caratini, Fred Pallem, Daniel Humair oder Roberto Negro zu hören. Auch arbeitete er mit Michel Portal, Bernard Lubat, François Raulin oder Matthieu Donarier.

## Preise und Auszeichnungen
Monniot erhielt den ersten Preis des Pariser Konservatoriums für Jazz und Improvisationsmusik. Auch gewann er den Solistenwettbewerb des La Défense Jazz Festival.

## Lexikalischer Eintrag
- Philippe Carles, André Clergeat, Jean-Louis Comolli: Le nouveau dictionnaire du jazz. R. Laffont: Paris 2011

## Diskographische Hinweise
- Christophe Monniot & Le Grand Orchestre du Tricot: Jericho Sinfonia (Ayler Records, 2018)
- Christophe Monniot/Didier Ithursarry/Guillaume Roy: Station MIR (2012)[2]
- Ozone featuring Miklós Lukács: This Is C'est La Vie  (2010)
- Sébastien Boisseau / Joachim Kühn / Christophe Marguet / Christophe Monniot: Émotions Homogènes (2010)
- Christophe Monniot: Vivaldi Universel [Saison 5] (2009, mit Vincent David, Grégory Demarcy, Erwan Fagant, Damien Royannais, Michel Massot, Emil Spanyi, Éric Echampard)[3]
- Monio Mania: 2 (2006, mit Cécile Daroux, Sylvaine Hélary, Balázs Bujtor, Marc Ducret, Manu Codjia, Emil Spányi, Denis Charolles)
- Christophe Monniot & Emil Spanyi: Ozone SM  (2006)
- Monio Mania: Princesse fragile (2001)